# 호제리우 피녜이루 두스 산투스
호제리우 피녜이루 두스 산투스(포르투갈어: Rogério Pinheiro dos Santos, 1972년 4월 21일 ~ )는 호제리우 피녜이루로 알려진 브라질의 전직 축구 선수로, 포지션은 수비수였다. K리그 등록명은 산토스2이다.
2003년 바스쿠 다 가마에서 포항스틸러스로 이적하여, 그 해 k리그 베스트 11에 올랐다. 2004년에는 팀의 리그 준우승에 기여하며 역시 k리그 베스트 11에 올랐고, 2005년 팀의 12연속 무패에 기여하며 주축으로 활약하였다.

2006년 신생팀 경남 FC로 이적하여 수비의 핵심으로 활약하였다. 2007년 팀의 역대 최고 순위인 4위에 기여하였고, 2008년 팀의 FA컵 준우승에 기여하였다.
2009년 피게이렌시로 이적하였지만 경기에 출전하지 못하였고 결국 은퇴하게 되었다.